# Stefanus van Aumale
Stefanus van Aumale (circa 1070 - circa 1127) was van circa 1090 tot aan zijn dood graaf van Aumale. Hij behoorde tot het huis Blois.

## Levensloop
Stefanus was de zoon van graaf Odo II van Champagne uit diens huwelijk met Adelheid, dochter van hertog Robert de Duivel van Normandië. Na de dood van zijn moeder rond het jaar 1090 erfde hij het graafschap Aumale.
Stefanus' vader werd door zijn oom Theobald III van Blois uit Champagne verdreven en sloot zich vervolgens aan bij het hof van zijn zwager, hertog Willem de Veroveraar van Normandië. Na de dood van Willem de Veroveraar kozen Stefanus en zijn vader partij voor diens zoon, de Engelse koning Willem II Rufus, tegen de aanspraken van diens oudere broer Robert Curthose, die over Normandië heerste. Als gevolg hierdoor werd Aumale bezet door Normandische troepen. Rond 1095 vielen Stefanus en zijn vader ook bij Willem II Rufus in ongenade, nadat een samenzwering van graaf Willem II van Eu en Robert de Montbray tegen de koning was ontdekt. De samenzweerders wilden de koning afzetten en hem vervangen door Stefanus van Aumale. Zijn vader werd opgesloten in een kerker, terwijl Stefanus erin slaagde om naar Normandië te vluchten en zich aansloot bij Robert Curthose. Vervolgens kwam hij terug in het bezit van Aumale.
Aan de zijde van Robert Curthose nam Stefanus deel aan de Eerste Kruistocht. Na hun terugkeer kreeg hij in 1102 van koning Hendrik I van Engeland de baronie Holderness terug, dat van zijn vader was geconfisqueerd. Stefanus keerde zich af van Robert Curthose en koos opnieuw de zijde van de Engelse koning. In 1106 vocht hij mee in de Slag bij Tinchebrai, waarbij Robert Curthose werd verslagen. In 1118 steunde hij echter de opstand van de Normandische adel tegen Hendrik I van Engeland, waarbij hij een aanhanger was van Roberts zoon Willem Clito en koning Lodewijk VI van Frankrijk. Stefanus onderwierp zich uiteindelijk aan de Engelse koning en werd niet gestraft.
Stefanus van Aumale overleed rond 1127.

## Huwelijk en nakomelingen
Hij was gehuwd met Hawise, dochter van Ranulph de Mortimer, heer van Wigmore en Saint-Victor-en-Caux. Ze kregen vijf kinderen:
- Willem (1101-1179), graaf van Aumale en graaf van York
- Stefanus (overleden na 1150)
- Ingelram (overleden na 1150)
- Agnes, huwde eerst met William de Roumare en daarna met Adam de Bruce, baron van Skelton
- Adelise (overleden voor 1168), huwde eerst met Robert II Bertrand, heer van Bricquebec, en daarna met Ingelger de Bohun